# Gregorio Ciudad Real Linares
Gregorio Ciudad Real Linares (Vilches, Jaén, 1 de mayo de 1986) es un futbolista español. Juega de portero y su club actual es el Real Jaén de la Segunda División de España.

## Trayectoria
Goyó como lo suelen llamar futbolísticamente empezó en las categorías inferiores del Sporting de Gijón, donde en 2005 con 19 años ingresó en el filial del Club Atlético Osasuna el CA Osasuna B militando durante una temporada la 2005/2006, hasta que recaló en las filas del Peña Sport, donde permanece hasta la temporada 2008/2009 donde ficha por el club de su ciudad natal. Es futbolista sub. 23 y ha sido internacional sub. 19 y sub. 20.

## Clubes
| Club                             | País   | Año       |
| -------------------------------- | ------ | --------- |
| Sporting Juvenil                 | España | 2004-2005 |
| CA Osasuna B                     | España | 2005-2006 |
| Peña Sport                       | España | 2006-2007 |
| Real Jaén                        | España | 2008-2009 |
| Real Unión Deportiva Carolinense | España | 2009-2012 |